# Пальниковское сельское поселение
Па́льниковское се́льское поселе́ние — упразднённое муниципальное образование в Пермском районе Пермского края Российской Федерации. Административный центр — село Нижний Пальник .

## История
Образовано в 2004 году. Упразднено в 2022 году в связи с преобразованием Пермского муниципального района со всеми входившими в его состав сельскими поселениями в Пермский муниципальный округ.

## Население
| 2010  | 2012  | 2013  | 2014  | 2015  | 2016  | 2017  |
| ----- | ----- | ----- | ----- | ----- | ----- | ----- |
| 1647  | ↘1615 | →1615 | ↘1592 | ↘1569 | ↘1549 | ↘1504 |
| 2018  | 2019  | 2020  | 2021  |       |       |       |
| ↗1506 | ↗1516 | ↘1501 | ↘1492 |       |       |       |

## Населённые пункты
В состав сельского поселения входили 9 населённых пунктов.
| № | Населённый пункт | Тип     | Население |
| - | ---------------- | ------- | --------- |
| 1 | Аннинск          | деревня | 120       |
| 2 | Бессоновский     | кордон  | 23        |
| 3 | Бизяр            | село    | 70        |
| 4 | Бырма            | посёлок | 153       |
| 5 | Ключики          | деревня | ↘34       |
| 6 | Нижний Пальник   | село    | ↗787      |
| 7 | Октябрьский      | посёлок | 185       |
| 8 | Сухобизярка      | посёлок | 199       |
| 9 | Челяба           | деревня | ↗71       |